# Tina Duppel
Tina Duppel (* 14. März 1984 in Karl-Marx-Stadt, DDR, als Tina Mietzner) ist eine deutsche Schachspielerin.

## Leben
Tina Duppel lernte die Regeln des Schachspiels von ihrem Vater, als sie vier Jahre alt war. Ihre ersten Trainer waren Günter Sobeck und Ingo Sambale. Seit 2003 ist sie Internationaler Meister der Frauen (WIM). Die erforderlichen Normen erfüllte sie im Juli 2002 beim ZMD-Open in Dresden, in der Frauenbundesliga 2002/03 und im Dezember 2002/Januar 2003 beim KALI-Turnier in Budapest. Im Jahr 2000 erhielt sie die Auszeichnung Sportler des Jahres der Stadt Chemnitz („Chemmy“) in der Kategorie „Nachwuchssportler“. Sie studierte Jura an der TU Dresden, wechselte dann zum Ersten Staatsexamen zur Universität Tübingen. Sie ist verheiratet mit Matthias Duppel, der Internationaler Schachmeister ist. Das Paar hat einen Sohn (* 2006). Duppel hat zuletzt im Dezember 2013 in der Oberliga Württemberg eine Elo-gewertete Partie gespielt und wird daher bei der FIDE als inaktiv geführt (Stand: März 2021).

## Erfolge

### Einzelturniere und -meisterschaften

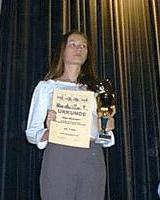
Tina Duppel, 2002 in Winterberg, Meisterin U18

Tina Duppel gewann insgesamt fünf deutsche Mädchenmeisterschaften: 1995 in Wilhelmshaven in der Altersklasse U11, 1997 in Friedrichroda in der U13, 1999 in Oberhof und 2000 in Überlingen jeweils in der U16 sowie 2002 in Winterberg in der Altersklasse U18. 2004 wurde sie in Chemnitz Deutsche Studentenmeisterin. Bei den Deutschen Frauenmeisterschaften war sie 1999 in Chemnitz Zweite hinter Elisabeth Pähtz; bei der Offenen Deutschen Frauenmeisterschaft 2004 in Osterburg (Altmark) wurde sie Dritte.
Bei der U14-Weltmeisterschaft der weiblichen Jugend 1998 in Oropesa del Mar (Spanien) wurde sie Siebte von 79 Teilnehmerinnen. Bei der Jugendeuropameisterschaft U16 weiblich im griechischen Kallithea (Chalkidiki) im Oktober 2000 belegte sie hinter Natalja Pogonina den zweiten Platz. Im November 2003 gewann sie die 21. offene Döbelner Stadtmeisterschaft.

### Mannschaftsmeisterschaften und Nationalmannschaft

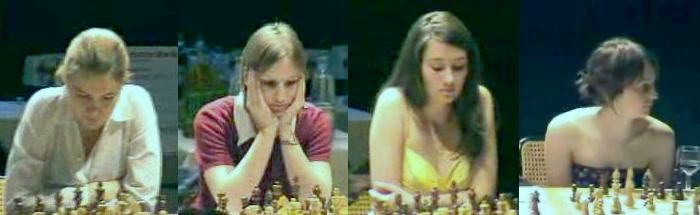
Deutsche Juniorinnen-Nationalmannschaft: Anne Czäczine, Leonie Helm, Tina Duppel und Elisabeth Pähtz, 2. Mai 2004, Bundeskunsthalle Bonn

Für die Universitätssportgemeinschaft Chemnitz (ehemals ESV Lokomotive Chemnitz), einem Verein, bei dem Tina Duppel schon seit ihrem fünften Lebensjahr Mitglied ist, spielte sie von 1998 bis 2006 in der 2. Bundesliga Ost und der Sachsenliga. In der 1. Damenbundesliga spielte sie in der Saison 1997/98 für OTG Gera, von 1998 bis 2005 für den Dresdner SC, mit dem sie in den Saisons 1999/2000 und 2001/02 die deutsche Mannschaftsmeisterschaft der Frauen gewann. Von 2005 bis 2013 spielte Tina Duppel für den OSC Baden-Baden (später OSG Baden-Baden) und wurde mit diesem 2008, 2009, 2011 und 2012 Frauenmannschaftsmeisterin.
Mit der deutschen Frauennationalmannschaft spielte Duppel bei der Schacholympiade 2004 in Calvià und bei der Mannschaftseuropameisterschaft der Frauen 2005 in Göteborg.